# Úpravna vody Želivka

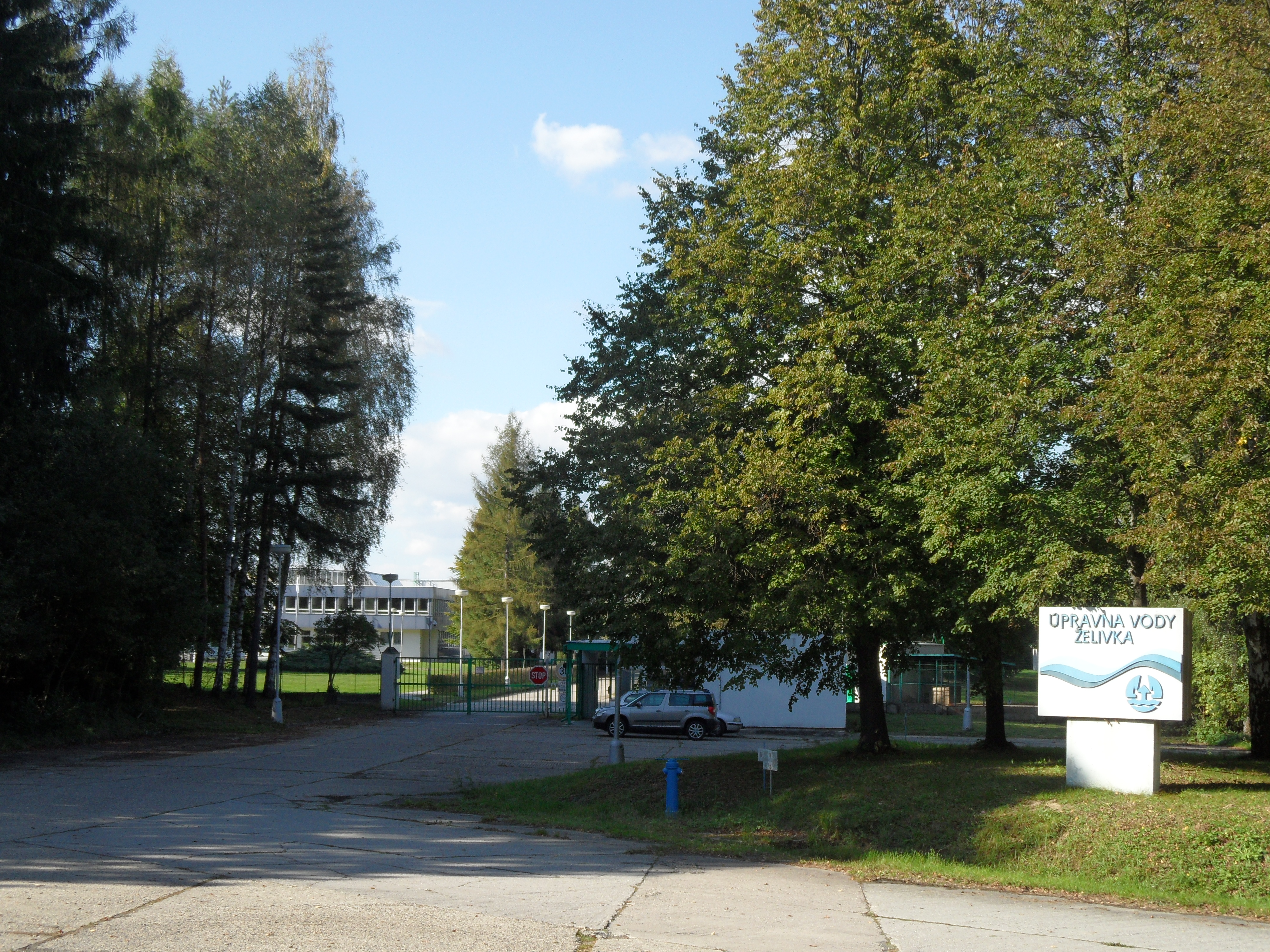
Vstup do Úpravny vody Želivka

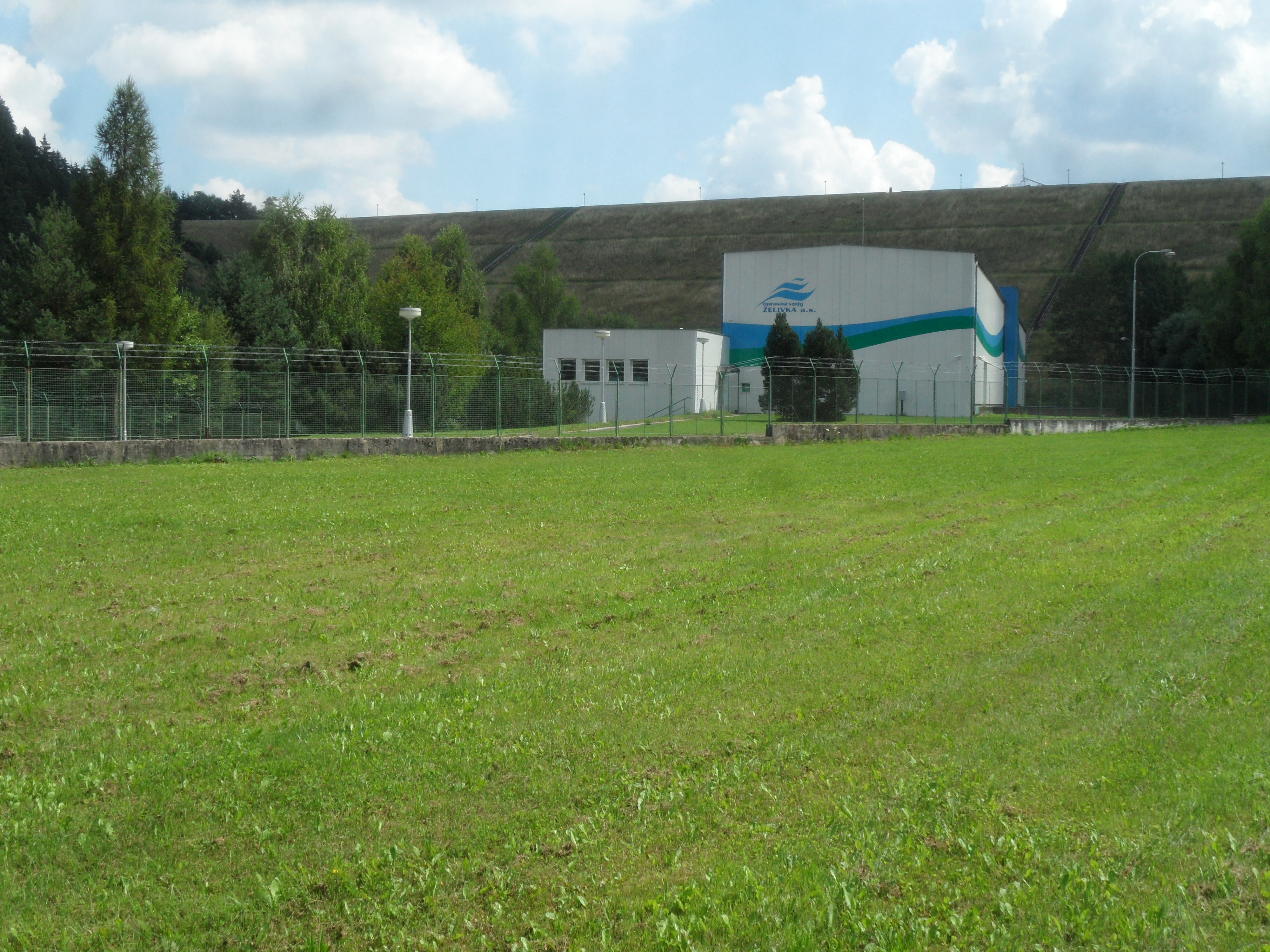
Úpravna vody Želivka

Úpravna vody Želivka je vodárenský komplex budov a technologických zařízení, které slouží k úpravě surové vody z vodního zdroje Želivka - vodní nádrže Švihov. Dne 25. května 1972 začaly dodávky pro hlavní město Praha, to odebírá až 75 % vody právě z úpravny vody Želivka.
Vodárenský komplex zahrnuje čerpací stanici surové vody, úpravny vody a štolový přivaděč pitné vody. Upravená voda je čerpána do regulačního vodojemu (16 600 m3) a následně gravitačním tunelem Želivka dopravena do hlavního vodojemu Jesenice u Vestce, odkud je vodovodními řady rozváděná po Praze.

## Výstavba
Vodní zdroj Želivka zásobuje hlavní město Prahu a další města a obce středních Čech a Vysočiny pitnou vodou už od roku 1972. V letech 1965–1971 byla postavena úpravna vody, která patří mezi největší tohoto druhu v Evropě. Stavba byla budována ve třech etapách. V I. a II. etapě byla postavena přečerpávací stanice, byla postavena a dána do provozu úpravna surové vody Želivka, ražen gravitační tunel Želivka o délce 51,97 km a postaven koncový vodojem Jesenice o obsahu 100 000 m3. I. etapa byla oficiálně ukončena v dubnu 1972. Dne 25. května 1972 byla slavnostním zahájením uvedena do provozu II. etapa. V III. etapě (ukončená v roce 1987) byla rozšířená čerpací stanice surové vody, postavený nový výtlačný řad, postavena nová hala filtrace, dávkování chemikálií, vápenné laguny, chlorovna, měrný objekt a vybudován druhý koncový dvoukomorový vodojem v Jesenici o kapacitě 100 000 m3. Úpravna byla projektována na maximální výkon 3 300 l/s surové vody. V osmdesátých letech 20. století byl průtok zvýšen na 7 000 l/s. V době výstavby to byla největší úpravna vody v Československu a v Evropě. Do roku 2011 bylo v úpravně vody Želivka vyrobeno přes 4 biliony litrů pitné vody. Po modernizaci provozů je to největší a nejmodernější úpravna vody pro hlavní město Prahu.
Od 6. listopadu 2013 převzala provozování úpravny vody včetně přivaděče vody společnost Úpravna vody Želivka,a.s. společností Želivská provozní, a.s.

## Úpravna vody
Areál úpravny vody Želivka se nachází v nadmořské výšce 370 metrů, na levém břehu řeky Želivky (severně), která vytéká z hráze vodní nádrže Švihov, v těsné blízkosti hráze. Východní hranicí mezi areálem a části přehradní hráze a břehů vodní nádrže vede místní komunikace IV. třídy 1265 z Nesměřic do obce Hulice. Nacházejí se zde objekty Povodí Vltavy, s.p. a jižněji Vodní dům. Jihozápadním směrem (1 km) je obec Rýzmburk. Na západním okraji areálu je kalová nádrž Rýzmburk.
Úpravna vody Želivka zahrnuje budovy mísičů a flokulace, dvě budovy filtrace, regulační vodojemy předávající vodu do gravitačního tunelu Želivka, vodojem prací vody a usazovací nádrž (kalová nádrž) v přilehlém údolí potoka s odtokem do dolního toku Želivky. Základem je přímá filtrace na třech samostatných linkách přímé filtrace, která zahrnuje destabilizaci, agregaci a jednostupňovou filtraci na otevřených pískových rychlofiltrech.

### Odběr vody a čerpací stanice
Odběr vody ze dvou odběrných věží (etážově), pěti okny z různých hloubek podle stavu hladiny vody a její kvality, která se průběžně kontroluje. Kvalita vody se sleduje každý den v laboratoři úpravny, je závislá na ročním období a počasí. Nejlepší je v zimě a v létě, na jaře a na podzim dochází vlivem větších přítoků k mísení a jejímu znečištění. Voda putuje do tzv. kalníkové šachty pod hrází a dále do přečerpávací stanice, kde je jedenáct čerpadel. Výtlačné potrubí z čerpací stanice pod hrází přehrady Švihov má průměr 1400 mm a je čerpáno pěti čerpadly typu 1000 BQDV a dvěma čerpadly typu 1000 BQLV, které byly uvedeny do provozu v roce 1986. V období výstavby v I. etapě (1972) zde byly nainstalovány 4 čerpadla firmy Sigma typu 600 BQAV s motory o výkonu 750 kW a regulací otáček.

### Filtrace a filtrovny
V dávkovací budově se do surové vody dávkuje kyselina sírová (H2SO4) v množství 5–10 gramů na m3 pro úpravu pH, která je skladována ve dvou tancích ve zvláštní budově. Kyselina sírová se dávkuje při přechodném zhoršení kvality vody (týká se to dvou měsíců v roce). Snížením pH se docílí účinnějších výsledků při dalším čištění surové vody. Dále je přidáván síran hlinitý, který vysráží nečistoty (organické nebo anorganické) do vloček, které ze zachytí na filtrech. Síran hlinitý je flokulační činidlo. Vysrážení je prováděno ve dvou rychlo mísičích a ve flokulační nádrži (objem 2560 m3) se šestnácti mechanickými míchadly. Na začátku i konci flokulační nádrže lze přidat do vody samostatně aktivní uhlí a manganistan draselný. V roce 2006 bylo modernizováno dávkování aktivního uhlí, pro rychlé najetí dávkování, zvláště pro případy zvýšené koncentrace pesticidů ve vodě.
Z rozdělovacího oddělení putuje surová voda (suspenze) do hlavní části koagulační filtrace. Pro účely filtrace byly postupně (I. etapě a následně v III. etapě) postaveny dvě haly filtrace, které zaujímají rozlohu každá 1 ha. Halu tvoří ocelová konstrukce o rozporu 2 x 45 m s železobetonovými stěnovými panely a střešními prefabrikáty. Každá hala je rozdělena řadou ocelových sloupů na dvě lodi a každou z nich překlenují padesáti metrové nosníky. Celkem je 56 filtrů. Voda s vysráženými nečistotami putuje do filtračních jednotek, každá o rozměrech 2 x 3,6 x 13,5 m (97 m2). Na ploše 3100 m2 je umístěno 32 filtrů. Na druhé a třetí lince probíhá filtrace na dvanácti rychlofiltrech, každý filtr má plochu 99 m2. Suspenze přes filtr prochází zhruba jednu hodinu.
Filtry mají vrstvu křemičitého písku o výšce 1,6 m. Zrnitost písku je v rozmezí 1,1 až 1,6 mm. Regenerace filtrů probíhá podle znečištění v rozmezí 24 až 72 hodin se písek propírá pitnou vodou a vzduchem. Písek je původní od roku 1972. Propírací voda je přiváděna z vodojemů prací vody o objemu 17 000 m3 (původní v I. etapě 3000 m3). Vzduch byl vháněn třemi dmychadly pracího vzduchu, které byly umístěny ve strojovně filtrace (celkem šest dmychadel). V letech 2008–2009 firma ARKO TECHNOLOGY, a.s. provedla rekonstrukci, při které byly v obou halách filtrace nahrazena stávající dmychadla dvěma novými dmychadly (celkem čtyři). Kal putuje do odkalovací nádrže Rýzmburk. Pod vanami s pískem jsou scezovací hlavice, které jímají filtrovanou vodu a odvádějí ji k ozonizaci. Ovládání filtračních jednotek je poloautomatické pomocí nízkotlaké pneumatiky z ovládacích pultů. Uzávěry jsou klapkové s pneumatickým pohonem.

### Ozonizace
V roce 1991 byla zavedena ozonizace pitné vody, kterou se ničí bakterie a viry. Původně sběrné kanály s pitnou vodou byly ukončeny přelivem do dvou nádrží (pak tří) 36 x 4 m a hloubce 5,5 m, kde probublávala směs ozonu se vzduchem. Ozon byl vyráběn ze vzduchu jedním generátorem o kapacitě 36 kg ozonu za hodinu. Zařízení dodala francouzská firma Trailigaz. V období 2009–2010 firma ARKO TECHNOLOGY, a.s. Brno provedla rekonstrukci v budově filtrovny. Byl vybudován sklad pro tekutý kyslík, ze kterého se nyní ozon vyrábí ve dvou generátorech umístěných s vysokofrekvenčními měniči a ovladači ve strojovně ozonizace. Výkon generátoru je až 16 kg 12% ozonu za hodinu. Jelikož je ozon je velmi toxický a karcinogenní byly ve strojovně rovněž umístěny tři destrukční katalyzátory (jeden pro každou nádrž). Do nádrží ozonizace je voda čerpána novými třemi čerpadly potrubím o průměru 1200 mm. Hlavní kontaktní mísiče (statické mísiče GDS –Gas Dispersion System) jsou umístěny na dna napouštěcích komor směšovacích nádrží. Dva GDS systémy na jednu směšovací nádrž. Generátory ozonu a destruktory byly dodány firmou ITT WEDECO, injektor ozonu a statický mísič dodala britská firma Statiflo International Ltd. Náklady na rekonstrukci byly 105,9 milionu korun, od Ministerstva zemědělství ČR byla dotace ve výši 27,721 milionu korun. Ozon také zlepšuje chuťové vlastnosti pitné vody, působení ozonu je krátkodobé.

### Konečná úprava
Konečná úprava pitné vody probíhá v měrném objektu. Upravená voda se alkalizuje. Do upravené vody se dodává hydrát vápenatý (Ca(OH)2), který upravuje PH vody nahoru. Průměrná hodnota 8 až 8,5 pH. Přípravna hydrátu vápenatého probíhá v lamelovém sytiči. Vápenné hospodářství bylo modernizováno v roce 2006, v rámci I. etapy došlo ke změně skladování a nového řešení ve výrobě vápenného mléka. V období 2007–2008 v rámci II. etapy proběhla rekonstrukce vápenného hospodářství zavedením nové technologie výroby vápenné vody, skladového hospodářství a regenerací kalové vody.
Dále pro hygienickou stabilitu kvality během transportu vody se dávkuje chlor (jeden gram na m3). Chlor je ukládán v zabezpečeném objektu skladu v 600 kg sudech, z nichž je pod tlakem odsáván. V roce 2004 byla provedena opatření pro zvýšení bezpečnosti úniku chlóru v chlorovně II a v roce 2005 v chlorovně I.
Upravená voda je odváděná do vyrovnávacího (regulačního) vodojemu.

### Kontrola vody
Kvalitu vody kontroluje laboratoř v úpravně Želivka a pražští hygienici. Základní rozbor je prováděn denně, podrobný rozbor trvá tři dny. Surová voda před úpravou chemikáliemi protéká akvárii, kde se testuje na pstruzích duhových. Tyto ryby jsou citlivé na toxické látky a jsou pod kontrolou dispečinku. Jedenkrát ročně je prováděna Výzkumným ústavem rybářským kontrola svaloviny vybraných ryb. Od poloviny února do konce května je větší výskyt mikroorganismů v surové vodě, proto je v tomto období intenzívnější úprava vody. Pro zvýšený obsah dusičnanů v Želivce není vyrobená pitná voda vhodná k přípravě kojenecké stravy. Průměrné hodnoty se pohybují v rozmezí 30–35 mg/l

### Regulační vodojem
Před štolou je regulační vodojem o objemu 16 600 m3, který zabezpečuje, aby pitná voda rovnoměrně protékala přivaděčem mezi úpravnou Želivka a vodojemy Jesenice. V I. etapě byla vybudována betonová nádrž o kapacitě 5000 m3 do které přitékala voda z úpravny a odtékala do přivaděče. V II. etapě byla postavena druhá nádrž se stejnými parametry. Z vodojemu vytéká voda otvorem o průměru 1600 mm do šachty s lichoběžníkovým průřezem, který se mění v kruhový, po 9 m v oválný přechodový profil a po 40 m přechází do kruhového profilu vlastní štoly přivaděče. V přechodové části se nachází odvodňovací potrubí (průměr 500 mm) a odvzdušňovací potrubí (průměr 200 mm).

### Kalová nádrž Rýzmburk
Pro ukládání vodárenských kalů z praní pískových filtrů byl vybudován kalový rybník v údolí přilehlého potoka s odtokem do řeky Želivky. Kalová hráz byla vysoká 22 m a nádrž měla objem jeden milion m3 vody. V III. etapě byla hráz odkalovací nádrže zvýšená o 3 m. Celková výše hráze je 25 m.

### Řídící systém a kontrola
V roce 2002 byla ukončena dvouletá rekonstrukce automatického systému řízení (ASŘ), kterou provedla společnost UniControls, a.s. Investice 44 milionů korun zabezpečuje automatizované řízení procesů úpravy vody, kontrolu jejich parametrů, dávkování chemikálií a také elektronickou ochranu objektů a technologického zařízení. Rozvody, měření a regulace zajistil subdodavatel ČKD Praha DIZ, software dodala společnost Ingea s.r.o. V roce 2005 bylo navázáno na předchozí modernizaci a velín úpravny byl rekonstruován (nová dispozice) a byl vybaven velkoplošnými obrazovkami.

### Modernizace
Nárůst spotřeby vod a požadavky na kvalitu úpravy vody, zvláště na odstranění pesticidů, vyžaduje novou modernizaci provozu aktivního uhlí. Dle odborných studií bude nejvhodnějším řešením výstavba nové haly o rozměrech jednoho hektaru za 1,24 miliardy korun. Cílem modernizace je zlepšení technologie úpravy surové vody. To znamená zlepšení míchání suspenze do surové vody před filtrací na pískových filtrech a nové dočišťování na granulovaném aktivním uhlí, s cílem zachytit pesticidy a v budoucnu odstraňování humanoidních látek (léky, hormony). Nová hala úpravny by měla zahájit zkušební provoz v roce 2018. Vzhledem k stáří čerpadel v čerpací stanici surové vody, které jsou na hranici životnosti, je potřeba jejich výměna. V kalovém hospodářství je snaha zavést strojní odvodňování kalů z flotace a pracích filtrů obou filtroven.

## Zajímavosti
- Zásobování vodou je od 25. května 1972
- pravidelné dodávky od 1. února 1973
- 17. října 1987 uvedení III. etapy a stavby úpravny vody Želivka do provozu
- denně v průměru vyrobí 240 000 až 300 000 m3 vody
- maximální výkon je 7 000 litrů za sekundu
- povrchová voda Želivky je měkká a není nasycená minerály
- od roku 1972 do konce roku 2011 bylo vyrobeno 4 050 472 938 m3 pitné vody

### Použita literatura
- PARKÁN,Josef, PĚKNÝ Petr, 40 let provozu úpravny vody Želivka, Sborník konference Pitná voda 2012, S.113–118, W&ET Team, Č. Budějovice 2012, ISBN 978-80-905238-0-7 sbornik 2012/Pitna voda 2012-30-Parkán.pdf Dostupné online Archivováno 9. 4. 2020 na Wayback Machine.